# Turma da Mônica
Turma da Mônica (Monica's Groep in het Portugees) is een Braziliaanse stripreeks gecreëerd door tekenaar Mauricio de Sousa. De hoofdpersonen van zijn strip zijn vier kinderen die vrienden zijn en op dezelfde buurt leven.

## Tekenfilm
Turma da Mônica is een Braziliaanse geanimeerde televisieserie gemaakt door Maurício de Sousa en gebaseerd op de gelijknamige stripreeks.  Met afleveringen die sinds 1976 worden uitgezonden, kan het worden beschouwd als de langstlopende productie van dit segment in het land.De afleveringen zijn al op verschillende manieren verspreid, eerst op televisie, via de verkoop van Super 8-films, bioscoop, homevideo - op VHS en DVD - en momenteel ook op streamingplatforms.  Historisch gezien is TV Globo de uitzendfase van de Braziliaanse televisie, van 1976 tot 1987, van 1999 tot 2001 en van 2010 tot 2014. 2012 tot 2015, 2017 tot 2018. In 2021 zal het streamingplatform HBO Max het laatste seizoen van de serie gelijktijdig met Cartoon Network beschikbaar maken.

## Inhoud
De reeks gaat over de belevenissen van het zevenjarige meisje Mônica en haar evenoude vrienden Cebolinha, Magali en Cascão die op de fictieve buurt "Limoeiro" in de stad São Paulo leven. De verhalen ervan hebben de focus op twee thema's: de vriendschap tussen de personages en hun verschillende persoonlijkheden. Zo is Magali de beste vriendin van Mônica en is Cascão de beste vriend van Cebolinha. Laatstgenoemde heeft een haat-liefde relatie met Mônica.

## Publicatiegeschiedenis
In 1959 verscheen in Folha da Manhã, de voorloper van Folha de S.Paulo, de krantenstrip "Bidu e Franjinha" waarin de jonge wetenschapper Franjinha en zijn blauwkleurige hond Bidu de protagonisten waren. Later werden ze als secundaire personages aan de stripreeks toegevoegd. 
Turma da Mônica werd voor het eerst in maart 1970 onder de titel Mônica e a sua turma (Mônica en haar groep) uitgegeven door Editora Abril. Het titelpersonage Mônica werd in 1963 door De Sousa gecreëerd en is gebaseerd op diens gelijknamige dochter.